# پاییز (فیلم ۲۰۰۸)
«پاییز» (ترکمنی: Sonbahar) فیلمی در ژانر درام به کارگردانی اوزجان آلپر است که در سال ۲۰۰۸ منتشر شد.